# Península de Muraviov-Amurski
La península de Muraviov-Amurski (en rus: Полуостров Муравьёва-Амурского, Poluòstrov Muraviova-Amurskogo) és una península de l'extrem orient rus, que divideix el Golf de Pere el Gran en dos, formant la badia d'Amur al nord-oest i la Badia de l'Ussuri al sud-est.
La península, que el 1859 fou batejada amb el nom del comte Nikolai Muraviov-Amurski, té aproximadament 30 km de longitud i 12 km d'amplada. La ciutat de Vladivostok es troba a l'extrem sud de la península. Al sud-oest, l'estret del Bòsfor oriental separa la ciutat i la península de l'arxipèlag de l'Emperatriu Eugènia.

## Relleu
El territori de la península de Muraviov-Amurski està ubicada al marge sud del massís de Khanka i comprèn dues estructures tectòniques: la depressió de Primorski sud i el penyal de Velikopetrovski, separades per una gran falla traçada al llarg de les valls dels rius Chiornaia Rechka (Чёрная речка) i Lazurnaia (Лазурная).
El relleu, en general, és típic del sud de la regió de Primòrie, representat per muntanyes baixes i moderadament seques que en certs indrets superen els 300 metres d'altitud. El punt més alt de la península, sutuat al nord, és el pic Sinia Sopka (Синяя Сопка), situat a 474 m sobre el nivell del mar. A la part sud de la península, el pic dominant és el mont Vargina, de 458 m d'altitud. La resta de cims no superen els 400 m.

## Hidrografia
Els rius de la península són petits, amb un pendent longitudinal del torrent. Els més grans flueixen cap a l'oest i desemboquen a la badia d'Amur. Els més petits pertanyen a la conca de la badia d'Ussuri. L'àrea de la conca de la badia d'Amur és de 236 km² i l'àrea de la conca de la badia d'Ussuri és de 178 km².
El règim hidrològic es caracteritza per cabals irregulars d'aigua durant tot l'any, amb pics a l'estiu. S'han construït embassaments als rius Bogataia i Pionerskaia. Molts rius i rieres que flueixen a la ciutat de Vladivostok estan amagats sota capes de formigó armat. Els dos embassaments d'aigua dolça més grans de la península són els embassaments dels rius Bogataia i Pionerskaia, amb zones d'aigua d'1,86 i 0,84 km², respectivament. Els llacs naturals Txerepaxe (Черепашье), Txan (Чан) i Bezimanoe (Безымянное) tenen un origen marí costaner (llacunes separades) i petites mides.

## Vegetació
Els boscos cobreixen aproximadament 260 km², més del 60% de la península. Creixen principalment en forts pendents i vessants de pendent mitjana a les parts central i nord, nord-est de la península. La composició dels boscos està dominada pel roure, el til·ler, l'auró, el bedoll, el freixe, el Phellodendron d'Amur (Phellodendron amurense), la noguera de Manxuria i d'altres. Gairebé el 40% del territori són terres baixes costaneres i contraforts. La part sud de la península es caracteritza pel seu desenvolupament urbà, amb zones industrialscarreteres, prats pantanosos i terrenys erms.